# Liste des municipalités de l'État du Piauí
L'État du Piauí compte 224 municipalités (municípios en portugais).

## Municipalités

### A/C
- Acauã
- Agricolândia
- Água Branca
- Alagoinha do Piauí
- Alegrete do Piauí
- Alto Longá
- Altos
- Alvorada do Gurguéia
- Amarante
- Angical do Piauí
- Anísio de Abreu
- Antônio Almeida
- Aroazes
- Aroeiras do Itaim
- Arraial
- Assunção do Piauí
- Avelino Lopes

- Baixa Grande do Ribeiro
- Barra D'Alcântara
- Barras
- Barreiras do Piauí
- Barro Duro
- Batalha
- Bela Vista do Piauí
- Belém do Piauí
- Beneditinos
- Bertolínia
- Betânia do Piauí
- Boa Hora
- Bocaina
- Bom Jesus
- Bom Princípio do Piauí
- Bonfim do Piauí
- Boqueirão do Piauí
- Brasileira
- Brejo do Piauí
- Buriti dos Lopes
- Buriti dos Montes

- Cabeceiras do Piauí
- Cajazeiras do Piauí
- Cajueiro da Praia
- Caldeirão Grande do Piauí
- Campinas do Piauí
- Campo Alegre do Fidalgo
- Campo Grande do Piauí
- Campo Largo do Piauí
- Campo Maior
- Canavieira
- Canto do Buriti
- Capitão de Campos
- Capitão Gervásio Oliveira
- Caracol
- Caraúbas do Piauí
- Caridade do Piauí
- Castelo do Piauí
- Caxingó
- Cocal
- Cocal de Telha
- Cocal dos Alves
- Coivaras
- Colônia do Gurguéia
- Colônia do Piauí
- Conceição do Canindé
- Coronel José Dias
- Corrente
- Cristalândia do Piauí
- Cristino Castro
- Curimatá
- Currais
- Curralinhos
- Curral Novo do Piauí

### D/L
- Demerval Lobão
- Dirceu Arcoverde
- Dom Expedito Lopes
- Domingos Mourão
- Dom Inocêncio

- Elesbão Veloso
- Eliseu Martins
- Esperantina

- Fartura do Piauí
- Flores do Piauí
- Floresta do Piauí
- Floriano
- Francinópolis
- Francisco Ayres
- Francisco Macedo
- Francisco Santos
- Fronteiras

- Geminiano
- Gilbués
- Guadalupe
- Guaribas

- Hugo Napoleão

- Ilha Grande
- Inhuma
- Ipiranga do Piauí
- Isaías Coelho
- Itainópolis
- Itaueira

- Jacobina do Piauí
- Jaicós
- Jardim do Mulato
- Jatobá do Piauí
- Jerumenha
- João Costa
- Joaquim Pires
- Joca Marques
- José de Freitas
- Juazeiro do Piauí
- Júlio Borges
- Jurema

- Lagoinha do Piauí
- Lagoa Alegre
- Lagoa do Barro do Piauí
- Lagoa de São Francisco
- Lagoa do Piauí
- Lagoa do Sítio
- Landri Sales
- Luís Correia
- Luzilândia

### M/P
- Madeiro
- Manoel Emídio
- Marcolândia
- Marcos Parente
- Massapê do Piauí
- Matias Olímpio
- Miguel Alves
- Miguel Leão
- Milton Brandão
- Monsenhor Gil
- Monsenhor Hipólito
- Monte Alegre do Piauí
- Morro Cabeça no Tempo
- Morro do Chapéu do Piauí
- Murici dos Portelas

- Nazaré do Piauí
- Nazária
- Nossa Senhora de Nazaré
- Nossa Senhora dos Remédios
- Nova Santa Rita
- Novo Oriente do Piauí
- Novo Santo Antônio

- Oeiras
- Olho D'Água do Piauí

- Padre Marcos
- Paes Landim
- Pajeú do Piauí
- Palmeira do Piauí
- Palmeirais
- Paquetá
- Parnaguá
- Parnaíba
- Passagem Franca do Piauí
- Patos do Piauí
- Pau D'Arco do Piauí
- Paulistana
- Pavussu
- Pedro II
- Pedro Laurentino
- Picos
- Pimenteiras
- Pio IX
- Piracuruca
- Piripiri
- Porto
- Porto Alegre do Piauí
- Prata do Piauí

### Q/W
- Queimada Nova

- Redenção do Gurguéia
- Regeneração
- Riacho Frio
- Ribeira do Piauí
- Ribeiro Gonçalves
- Rio Grande do Piauí

- Santa Cruz do Piauí
- Santa Cruz dos Milagres
- Santa Filomena
- Santa Luz
- Santana do Piauí
- Santa Rosa do Piauí
- Santo Antônio de Lisboa
- Santo Antônio dos Milagres
- Santo Inácio do Piauí
- São Braz do Piauí
- São Félix do Piauí
- São Francisco de Assis do Piauí
- São Francisco do Piauí
- São Gonçalo do Gurguéia
- São Gonçalo do Piauí
- São João da Canabrava
- São João da Fronteira
- São João da Serra
- São João da Varjota
- São João do Arraial
- São João do Piauí
- São José do Divino
- São José do Peixe
- São José do Piauí
- São Julião
- São Lourenço do Piauí
- São Luis do Piauí
- São Miguel da Baixa Grande
- São Miguel do Fidalgo
- São Miguel do Tapuio
- São Pedro do Piauí
- São Raimundo Nonato
- Sebastião Barros
- Sebastião Leal
- Sigefredo Pacheco
- Simões
- Simplício Mendes
- Socorro do Piauí
- Sussuapara

- Tamboril do Piauí
- Tanque do Piauí
- Teresina (capitale de l'État du Piauí)

- União
- Uruçuí

- Valença do Piauí
- Várzea Branca
- Várzea Grande
- Vera Mendes
- Vila Nova do Piauí

- Wall Ferraz

## Sources
- Infos supplémentaires (cartes simple et en PDF, et informations sur l'État).
- Infos sur les municipalités du Brésil
- Liste alphabétique des municipalités du Brésil